# La música no se toca Tour
La música no se toca Tour es una gira de conciertos realizada por el cantante español Alejandro Sanz como promoción de su disco La música no se toca. Para comenzar a promocionar el disco el artista realiza presentaciones especiales en Miami (Olympia Theater and Office Building), Nueva York y Puerto Rico, para luego dar inicio oficial a la gira en México.

## Historia
Esta gira comenzó oficialmente en México por las siguientes ciudades: Puebla, Ciudad de México, Cancún, Mérida, Monterrey, Guadalajara, San Luis Potosí y Tijuana para un total de 10 conciertos. Posteriormente Sanz realizó un concierto privado en el House of Blues de Los Ángeles, Estados Unidos. A finales de noviembre viaja a España concretamente a Barcelona para realizar tres conciertos en el Palacio de la Música Catalana. Regresa a Miami para cerrar sus presentaciones del 2012 con un concierto sin precedentes transmitido a 17 países a través el portal Terra.com.
Inicia el año 2013 con su gira latinoamericana por nueve países (Colombia, Perú, Uruguay, Argentina, Chile, Brasil, Ecuador, Panamá y Costa Rica) para un total de 19 conciertos. Después viaja a Estados Unidos para realizar conciertos en Los Ángeles, Nueva York, Washington y Miami. Para luego cerrar este tramo de la gira con un show en Puerto Rico.
En mayo inicia su triunfal gira por España en donde visitó Barcelona, Bilbao, Murcia, Alicante, Valencia, Zaragoza, Coruña, Sevilla, Granada, Málaga, Madrid, Valladolid, Mallorca, Córdoba, Cádiz, Almería, Onteniente, Perelada, San Carlos de la Rápita y Marbella; para un total de 22 conciertos en dicho país. Luego de una breve pausa regresa a México para realizar 16 presentaciones repartidas por los siguientes lugares: Ciudad de México, Guadalajara, Monterrey, Durango, León, Aguascalientes, Villahermosa, Querétaro y Puebla. 
Durante el 2014 realiza un concierto en Veracruz, México y otro en Punta Cana, República Dominicana. Para luego participar durante el mes de agosto al "Starlite Festival" en Marbella, España.

## Lista de canciones
| La Música No Se Toca Tour |
| --- |
| 1. Llamando a la mujer acción 2. Cómo decir sin andar diciendo 3. Se vende 4. Desde Cuando 5. Nuestro Amor Será Leyenda 6. El alma al aire 7. Labana 8. Quisiera Ser 9. Camino de rosas 10. Enséñame tus manos 11. Para que me quieras 12. Hay un universo de pequeñas cosas 13. Me iré 14. Cuando Nadie Me Ve 15. Mi soledad y yo 16. La fuerza del corazón (instrumental) 17. Yo te traigo 18. Corazón Partío 19. No me compares 20. ¿Lo ves? 21. Mientes 22. No Es Lo Mismo 23. Looking for Paradise 24. La música no se toca 25. Aquello que me diste Bis 26. Mi marciana 27. Amiga mía 28. ¿Y si fuera ella? |

## Fechas del Tour
| Número            | Fecha                   | Ciudad                  | País                 | Lugar                                                          |
| ----------------- | ----------------------- | ----------------------- | -------------------- | -------------------------------------------------------------- |
| Latinoamérica I   |                         |                         |                      |                                                                |
| 1                 | 10 de octubre de 2012   | Puebla                  | México               | Auditorio siglo XXI                                            |
| 2                 | 12 de octubre de 2012   | Ciudad de México        | México               | Foro Sol                                                       |
| 3                 | 15 de octubre de 2012   | Cancún                  | México               | Estadio Beto Ávila                                             |
| 4                 | 16 de octubre de 2012   | Mérida                  | México               | Estadio Kukulcán                                               |
| 5                 | 19 de octubre de 2012   | Monterrey               | México               | Auditorio Banamex                                              |
| 6                 | 20 de octubre de 2012   | Monterrey               | México               | Auditorio Banamex                                              |
| 7                 | 24 de octubre de 2012   | Guadalajara             | México               | Auditorio Telmex                                               |
| 8                 | 26 de octubre de 2012   | Guadalajara             | México               | Auditorio Telmex                                               |
| 9                 | 28 de octubre de 2012   | San Luis Potosí         | México               | Estadio de Béisbol 20 de noviembre                             |
| 10                | 1 de noviembre de 2012  | Tijuana                 | México               | Estadio Caliente                                               |
| Norteamérica I    |                         |                         |                      |                                                                |
| 11                | 10 de noviembre de 2012 | Los Ángeles             | Estados Unidos       | House of Blues                                                 |
| Europa I          |                         |                         |                      |                                                                |
| 12                | 28 de noviembre de 2012 | Barcelona               | España               | Palacio de la Música Catalana                                  |
| 13                | 29 de noviembre de 2012 | Barcelona               | España               | Palacio de la Música Catalana                                  |
| 14                | 1 de diciembre de 2012  | Barcelona               | España               | Palacio de la Música Catalana                                  |
| Norteamérica II   |                         |                         |                      |                                                                |
| 15                | 6 de diciembre de 2012  | Miami                   | Estados Unidos       | Bamboo Night Club at Miami Beach (Terra Live Music)            |
| Latinoamérica II  |                         |                         |                      |                                                                |
| 16                | 12 de enero de 2013     | Manizales               | Colombia             | Estadio Palogrande (Feria de Manizales)                        |
| 17                | 26 de febrero de 2013   | Lima                    | Perú                 | Estadio Nacional                                               |
| 18                | 28 de febrero de 2013   | Montevideo              | Uruguay              | Rural del Prado - Predio de Exposiciones y Eventos             |
| 19                | 2 de marzo de 2013      | Rosario                 | Argentina            | Metropolitano                                                  |
| 20                | 4 de marzo de 2013      | Córdoba                 | Argentina            | Orfeo Superdomo                                                |
| 21                | 5 de marzo de 2013      | Mendoza                 | Argentina            | Anfiteatro Frank Romero Day (Festival Nacional de la Vendimia) |
| 22                | 7 de marzo de 2013      | Buenos Aires            | Argentina            | Estadio GEBA                                                   |
| 23                | 9 de marzo de 2013      | Buenos Aires            | Argentina            | Estadio GEBA                                                   |
| 24                | 10 de marzo de 2013     | Buenos Aires            | Argentina            | Estadio GEBA                                                   |
| 25                | 13 de marzo de 2013     | Santiago de Chile       | Chile                | Movistar Arena                                                 |
| 26                | 15 de marzo de 2013     | Santiago de Chile       | Chile                | Movistar Arena                                                 |
| 27                | 18 de marzo de 2013     | São Paulo               | Brasil               | Credicard Hall                                                 |
| 28                | 19 de marzo de 2013     | Río de Janeiro          | Brasil               | Citibank Hall                                                  |
| 29                | 21 de marzo de 2013     | Porto Alegre            | Brasil               | Auditorio Araújo Vianna                                        |
| 30                | 18 de abril de 2013     | Guayaquil               | Ecuador              | Estadio Alberto Spencer                                        |
| 31                | 20 de abril de 2013     | Quito                   | Ecuador              | Coliseo General Rumiñahui                                      |
| 32                | 23 de abril de 2013     | Bogotá                  | Colombia             | Coliseo El Campin                                              |
| 33                | 25 de abril de 2013     | Ciudad de Panamá        | Panamá               | Figali Convention Center                                       |
| 34                | 27 de abril de 2013     | San José                | Costa Rica           | Estadio Ricardo Saprissa Aymá                                  |
| Norteamérica III  |                         |                         |                      |                                                                |
| 35                | 1 de mayo de 2013       | Los Ángeles             | Estados Unidos       | Nokia Theatre                                                  |
| 36                | 4 de mayo de 2013       | Nueva York              | Estados Unidos       | Radio City Music Hall                                          |
| 37                | 7 de mayo de 2013       | Washington D. C.        | Estados Unidos       | DAR Constitution Hall                                          |
| 38                | 9 de mayo de 2013       | Miami                   | Estados Unidos       | American Airlines Arena                                        |
| 39                | 12 de mayo de 2013      | San Juan                | Puerto Rico          | Coliseo de Puerto Rico José Miguel Agrelot                     |
| Europa II         |                         |                         |                      |                                                                |
| 40                | 29 de mayo de 2013      | Barcelona               | España               | Palau Sant Jordi                                               |
| 41                | 30 de mayo de 2013      | Barcelona               | España               | Palau Sant Jordi                                               |
| 42                | 1 de junio de 2013      | Bilbao                  | España               | Bilbao Arena                                                   |
| 43                | 7 de junio de 2013      | Murcia                  | España               | Plaza de Toros                                                 |
| 44                | 8 de junio de 2013      | Alicante                | España               | Instituto Ferial de Alicante (IFA)                             |
| 45                | 12 de junio de 2013     | Valencia                | España               | Explanada del Veles e Vents Marina Real Juan Carlos I          |
| 46                | 13 de junio de 2013     | Zaragoza                | España               | Pabellón Príncipe Felipe                                       |
| 47                | 15 de junio de 2013     | La Coruña               | España               | Coliseum da Coruña                                             |
| 48                | 19 de junio de 2013     | Sevilla                 | España               | Estadio Olímpico de La Cartuja                                 |
| 49                | 21 de junio de 2013     | Granada                 | España               | Palacio De Los Deportes De Granada                             |
| 50                | 22 de junio de 2013     | Málaga                  | España               | Palacio De Los Deportes Martín Carpena                         |
| 51                | 26 de junio de 2013     | Madrid                  | España               | Palacio de Deportes de la Comunidad de Madrid                  |
| 52                | 27 de junio de 2013     | Madrid                  | España               | Palacio de Deportes de la Comunidad de Madrid                  |
| 53                | 29 de junio de 2013     | Valladolid              | España               | Plaza de toros de Valladolid (Valladolid Latino)               |
| 54                | 3 de julio de 2013      | Palma de Mallorca       | España               | Plaza de toros de Palma de Mallorca                            |
| 55                | 5 de julio de 2013      | Córdoba                 | España               | Plaza de Toros de Córdoba (Festival de la Guitarra de Córdoba) |
| 56                | 6 de julio de 2013      | Cádiz                   | España               | Estadio Ramón de Carranza                                      |
| 57                | 27 de julio de 2013     | Almería                 | España               | Palacio de los Juegos Mediterráneos                            |
| 58                | 3 de agosto de 2013     | Onteniente              | España               | Campo de fútbol municipal El Clariano                          |
| 59                | 7 de agosto de 2013     | Perelada                | España               | Castillo de Peralada (Festival Castell de Peralada)            |
| 60                | 8 de agosto de 2013     | San Carlos de la Rápita | España               | Campo municipal de deportes La Devesa                          |
| 61                | 11 de agosto de 2013    | Marbella                | España               | La Cantera de Nagüeles (Starlite Festival)                     |
| Latinoamérica III |                         |                         |                      |                                                                |
| 62                | 5 de septiembre de 2013 | Ciudad de México        | México               | Centro cultural Roberto Cantoral                               |
| 63                | 7 de septiembre de 2013 | Guadalajara             | México               | Auditorio Telmex                                               |
| 64                | 1 de octubre de 2013    | Ciudad de México        | México               | Auditorio Nacional                                             |
| 65                | 2 de octubre de 2013    | Ciudad de México        | México               | Auditorio Nacional                                             |
| 66                | 4 de octubre de 2013    | Ciudad de México        | México               | Auditorio Nacional                                             |
| 67                | 5 de octubre de 2013    | Ciudad de México        | México               | Auditorio Nacional                                             |
| 68                | 8 de octubre de 2013    | Ciudad de México        | México               | Auditorio Nacional                                             |
| 69                | 9 de octubre de 2013    | Ciudad de México        | México               | Auditorio Nacional                                             |
| 70                | 11 de octubre de 2013   | Monterrey               | México               | Auditorio Banamex                                              |
| 71                | 13 de octubre de 2013   | Durango                 | México               | Plaza de Armas                                                 |
| 72                | 15 de octubre de 2013   | León                    | México               | Poliforum León                                                 |
| 73                | 17 de octubre de 2013   | Aguascalientes          | México               | Plaza de Toros Monumental                                      |
| 74                | 19 de octubre de 2013   | Villahermosa            | México               | Teatro Al Aire Libre Tabasco 2000                              |
| 75                | 22 de octubre de 2013   | Querétaro               | México               | Auditorio Josefa O. De Domínguez                               |
| 76                | 24 de octubre de 2013   | Monterrey               | México               | Auditorio Banamex                                              |
| 77                | 26 de octubre de 2013   | Puebla                  | México               | Auditorio siglo XXI                                            |
| 78                | 5 de marzo de 2014      | Veracruz                | México               | Macroplaza del Malecón                                         |
| 79                | 22 de marzo de 2014     | Punta Cana              | República Dominicana | Hard Rock Hotel & Casino                                       |
| Europa III        |                         |                         |                      |                                                                |
| 80                | 22 de agosto de 2014    | Marbella                | España               | La Cantera de Nagüeles (Starlite Festival)                     |

- El concierto del 12 de octubre de 2012 en el Foro Sol de la Ciudad de México fue transmitido el 2 de febrero de 2013 por el Canal de las Estrellas del Grupo Televisa.[172][173]
- El concierto del 6 de diciembre de 2012 en el Bamboo Night Club de Miami fue transmitido a 17 países a través de Terra.com.[25]
- El concierto del 9 de marzo de 2013 en el Estadio GEBA de Buenos Aires fue transmitido por el canal Qmusica
- El concierto del 19 de junio de 2013 en el Estadio Olímpico de La Cartuja de Sevilla fue grabado para el CD/DVD, "La Música No Se Toca En Vivo".

### Box office score data (Billboard)
| Recinto                  | Ciudad           | Tickets vendidos / Disponibles | Recaudación |
| ------------------------ | ---------------- | ------------------------------ | ----------- |
| Foro Sol (2012)          | Ciudad de México | 47,144 / 51,728 (91%)          | $1,916,879  |
| Auditorio Banamex (2012) | Monterrey        | 13,391 / 13,414 (99%)          | $1,166,059  |
|                          | Total            | 60,535 / 65,142 (93%)          | $3,082,938  |

## Banda
- Mike Ciro - Director Musical y Guitarra[176]
- Alfonso Pérez - Piano, coro y guitarra[176]
- Chris Hierro - Teclados y coro[176]
- Nathaniel Townsley - Batería[176]
- Carlos Martín - Percusión, vientos y teclados[176]
- Bri (Brigitte) Sosa - Bajo y coro[176]
- Brittany Denaro - Guitarra[176]
- Julie Méndez - Vientos, coro y percusión menor[176]
- Sara Devine / Katia Díaz / Jackie Méndez - Coros[176]